# Cañete (Spanyolország)
Cañete egy község Spanyolországban, Cuenca tartományban. Cañete Tejadillos, Salinas del Manzano, Huérguina, Boniches, Pajaroncillo, Valdemorillo de la Sierra és Campillos-Sierra községekkel határos. Lakosainak száma 843 fő (2024).

## Népesség
A település népessége az utóbbi években az alábbiak szerint változott:
| Lakosok száma | 883  | 878  | 889  | 947  | 967  | 814  | 759  | 739  | 766  | 843  |
|               | 2001 | 2004 | 2006 | 2009 | 2011 | 2014 | 2016 | 2019 | 2021 | 2024 |